# Карпов, Михаил Яковлевич (писатель)
Михаи́л Я́ковлевич Ка́рпов (4 ноября 1898, д. Тимашевка Стерлитамакского уезда Уфимской губернии — 16 июля 1937, Москва) — советский писатель, участник Гражданской войны, с 1918 — член ВКП(б), член Союза писателей СССР.

## Биография
Михаил Яковлевич Карпов родился 4 ноября 1898 года в деревне Тимашевка Стерлитамакского уезда Уфимской губернии. Высшее образование получил в Ленинградском коммунистическом университете, в котором обучался в 1922—1925 годы.
В 1930-е годы работал в Москве редактором журнала «Земля советская» и сотрудником Государственного комитета СССР по телевидению и радиовещанию. Также работал в изданиях «Звезда», «Резец», «Литературная Неделя», «Работница и Крестьянка», «Красный Журнал для Всех», «Ленинская Правда», «Красная Газета» и др.
Михаил Яковлевич был арестован 4 ноября 1936 года и осуждён Военной коллегией Верховного суда СССР по обвинению в участии в антисоветской террористической организации. 15 июля 1937 года был приговорён к расстрелу. Приговор приведён в исполнение 16 июля 1937 года. Похоронен на Новом Донском кладбище в могиле № 1 «невостребованных прахов».
30 апреля 1957 года определением ВКВС СССР Карпов был реабилитирован.

## Творчество
В 1925 году был опубликован дебютный сборник рассказов и повестей Карпова, написанных в период между 1921—1923 годами. Выступил автором сборников рассказов «Апрельские прели» (1925), повестей «Карбуш» (1926) и «Дар Урала» (1925), романов «Пятая любовь» (1927) и «Непокорный» (1930), где описана Гражданская война в Башкортостане, а также неопубликованного романа «Азнаево», отдельные главы которого изданы в «Литературном альманахе» в Уфе в 1934 году. Помимо всего прочего, М. Карпов является составителем сборника «Башкирская литература» для радиовещания (1934).